# Novo Selo (żupania splicko-dalmatyńska)
Novo Selo – wieś w Chorwacji, w żupanii splicko-dalmatyńskiej, w gminie Selca. W 2011 roku liczyła 152 mieszkańców.